# Torre Cívica de Forlí

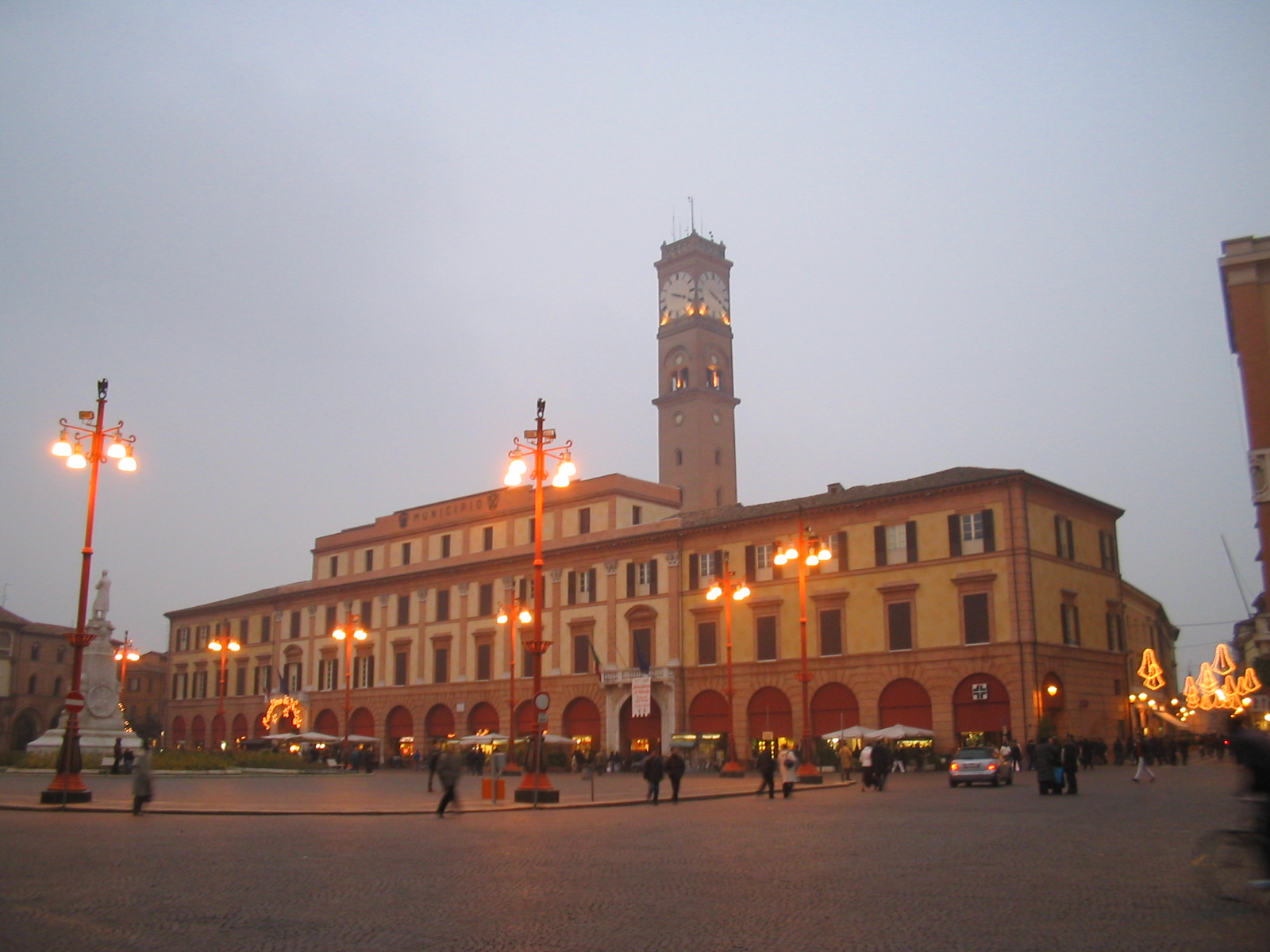
La torre cívica de Forlí desde la plaza Saffi.

La Torre Cívica de Forlí, también llamada torre comunale (torre municipal), torre del pubblico (torre del público) y torre dell'orologio (torre del reloj) es la alta torre que se alza detrás de la Casa Consistorial en el centro de la ciudad de Forlí (Italia).
La torre, tradicional símbolo del poder y de la identidad de la ciudad, fue destruida en 1944 por los alemanes durante su retirada. La actual torre, que destaca sobre los tejados de la ciudad, fue reconstruida en los años 70 para devolverle a esta uno de sus símbolos más antiguos y característicos.

## Historia
La torre está construida sobre las ruinas de una antigua torre de vigilancia de origen romano, edificada a orillas del río Montone, que entonces pasaba por lo que hoy es el centro de la ciudad. En la actualidad se conservan en la base de la torre algunos restos visibles del edificio romano y de las épocas sucesivas.
Con el paso del tiempo la torre fue adquiriendo mayor altura hasta acabar convirtiéndose en símbolo de la ciudad cuando Forlí pasó a ser ciudad independiente entre los siglos IX y X y a tener más poder con el paso de los siglos.
La torre cuenta en su parte superior con un reloj cuya presencia está documentada por diferentes fuentes desde el siglo XIV.
Sus funciones aumentaron con el paso del tiempo: de torre de vigilancia y bastión urbano en la calle principal, pasó a ser torre con reloj, torre campanario (que anunciaba acontecimientos y peligros) además de temible cárcel. Las crónicas medievales nos recuerdan que solo con mirarla, la cúspide de la torre despertaba terror; de hecho, aunque oficialmente la torre estuviese destinada a albergar el reloj público, a menudo se colgaban las cabezas cortadas de los ajusticiados, para que pudieran ser vistas desde cualquier punto de la ciudad. Los subterráneos y los primeros pisos de la torre albergaban una prisión en la cual se podía llegar a morir debido a los grandes sufrimientos infligidos, tal como le ocurrió a Cecco IV Ordelaffi en 1466, envenenado por su hermano Pino III Ordelaffi, mientras que los condenados aún vivos eran descuartizados: las cuatro extremidades se exhibían en las inmediaciones de la entrada de la ciudad, mientras que la cabeza, clavada en una lanza, se exponía en lo alto de la torre, a modo de macabra advertencia, y permanecía allí hasta que terminaba por caerse. Esto mismo le sucedió a Giovanni Antonio Feo, uno de los asesinos de Giacomo Feo, cuya calavera resistió a la intemperie desde 1495 a 1498, cuando se hizo pedazos al chocar contra el suelo durante una tormenta.

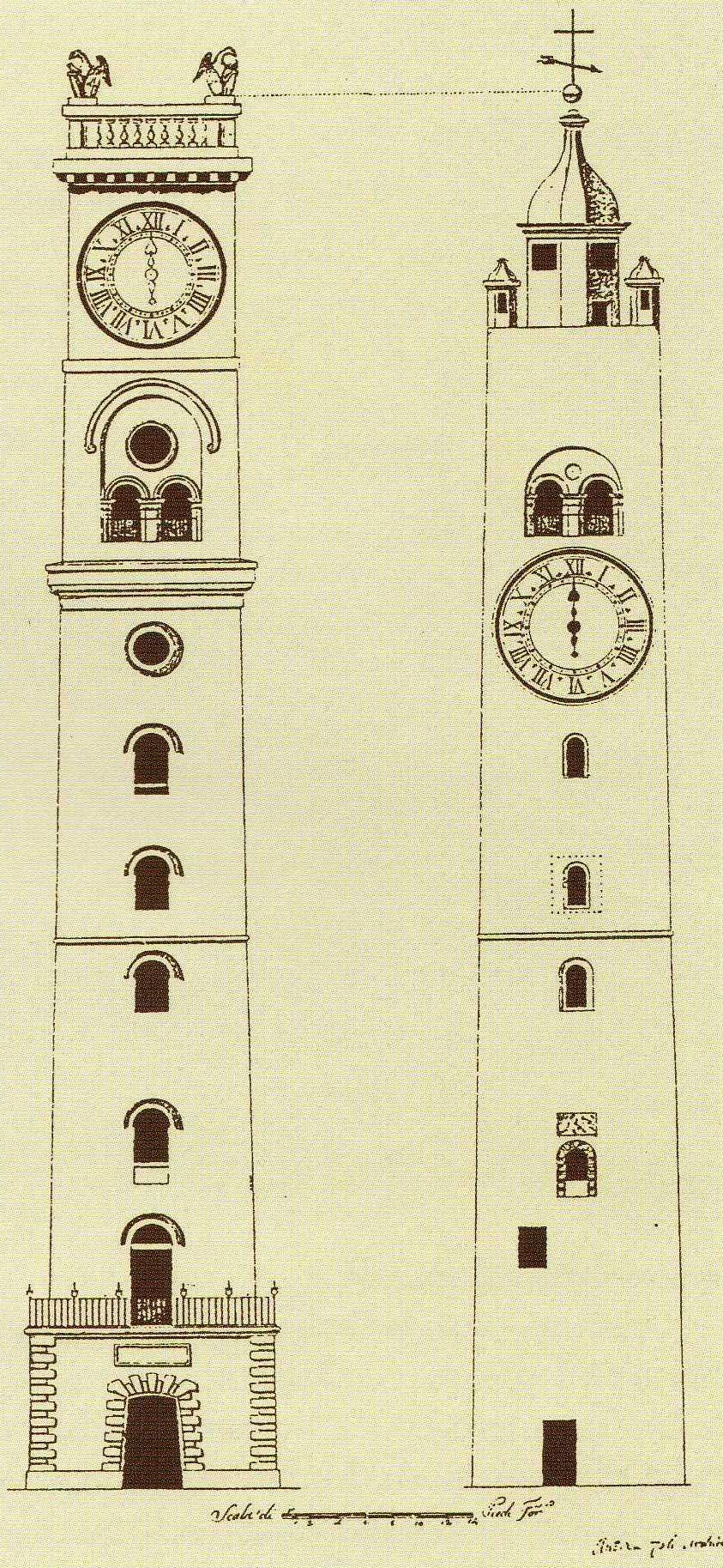
Proyecto de Andrea Zoli, de 1818: se pueden observar las modificaciones llevadas a cabo en la torre: a la derecha, se puede ver la torre antes de la restauración; a la izquierda, después de su reconstrucción. El edificio restaurado es más alto y el reloj está situado a mayor altura. A la derecha se puede ver la torre antes de la restauración. A la izquierda, una vez finalizados los trabajos.

Con el paso del tiempo su función como cárcel cesó, por lo que su mantenimiento se volvió más ocasional. En 1818 el tiempo y el abandono causaron peligrosos hundimientos en la estructura de su base. Para frenar su progresivo deterioro e impedir la caída, el ayuntamiento asignó a un ingeniero, Andrea Zoli, la restauración del edificio. El trabajo se llevó a cabo de un modo tan extraordinario que en 1822, el ingeniero además de reforzar la estructura, proyectó también el incremento de la altura de la torre. Tras la restauración, la torre estaba reforzada y medía 16 pies forliveses más, alcanzando así una altura de 65 m y con el reloj situado a mayor altura que anteriormente.
En 1857, la base de la torre acogió la primera oficina de telégrafos de la ciudad. A principios de los años 1970 se convocó una suscripción pública para la reconstrucción de la torre. Las obras comenzaron en 1975 y concluyeron en 1976.
- Datos: Q3995324
- Multimedia: Clock towers in Forlì / Q3995324